# Сатули (разъезд)
Са́тули (фин. Satuli — остановочный пункт на 82,0 км перегона Салми — Питкяранта линии Янисъярви — Лодейное Поле.

## Общие сведения
Остановочный пункт расположен в Салминском сельском поселении Питкярантского района Республики Карелия. В настоящее время остановочный пункт не работает по причине отмены любого пассажирского движения, однако, пока не вышел соответствующий приказ, говорить о ликвидации пункта рано.

Остановочный пункт был утверждён в 1960-х годах после ликвидации одноимённого разъезда, находившегося в 2500 м, и был предназначен для обслуживания путейцев: возле остановочной платформы находится путейская будка.

## Разъезд Сатули
Разъезд Satuli был открыт осенью 1943 года в составе пятой очереди линии Янисъярви — Лодейное Поле. Разъезд находился в ненаселённой местности на современном 79,5 км 61°26′39″ с. ш. 31°42′46″ в. д..
21 сентября 2019 года жители города Питкяранта устроили на железнодорожном вокзале митинг в защиту восстановления железнодорожного сообщения с Санкт-Петербургом. Однако Алексей Кайдалов, министр по дорожному хозяйству, транспорту и связи Карелии, разъяснил, что «Министерство финансов Республики Карелия считает невозможным направление средств на исполнение полномочий, не отнесённых к компетенции республики».

## Галерея

Остановочный пункт Сатули
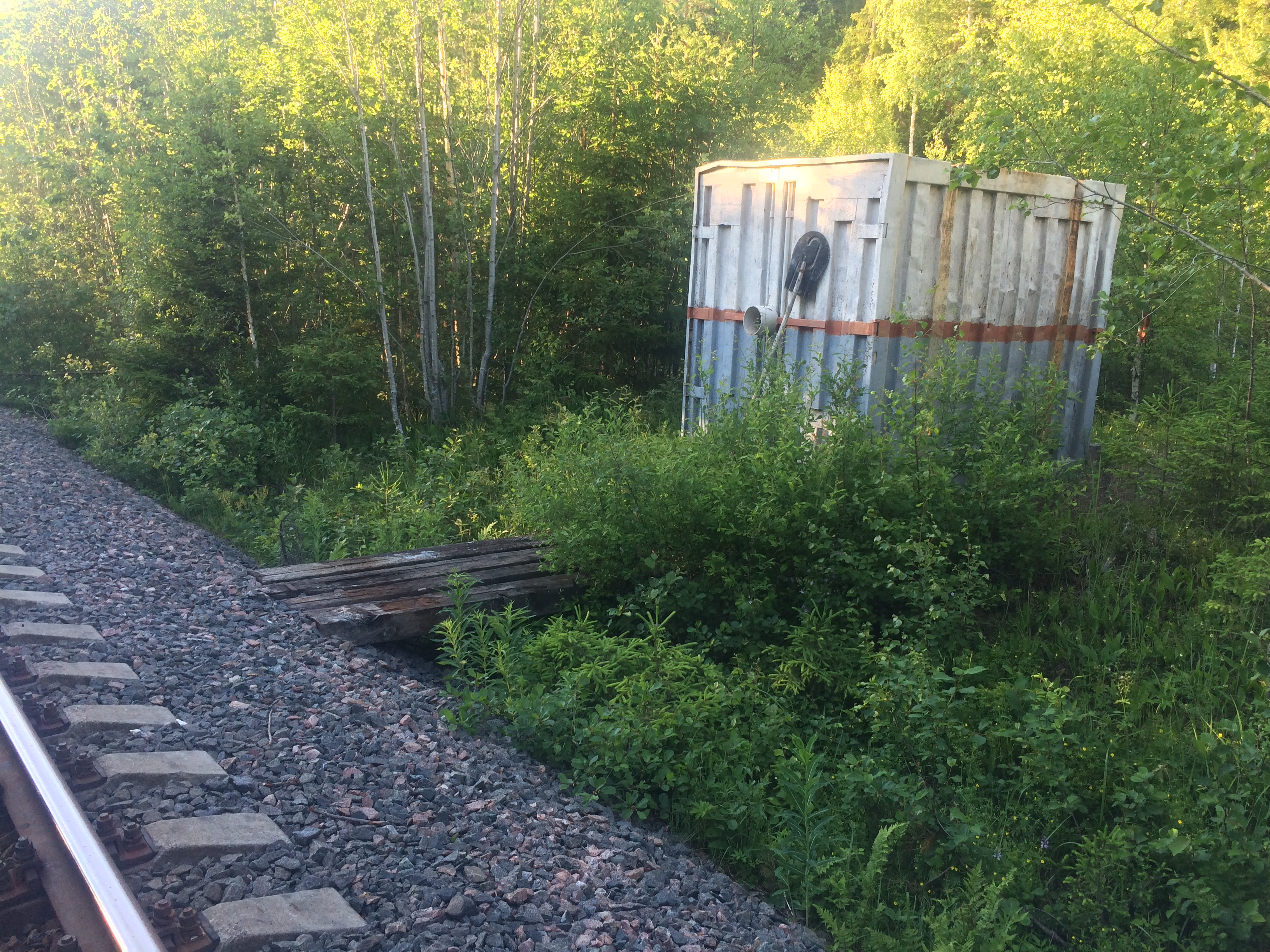
Путейский сарай.
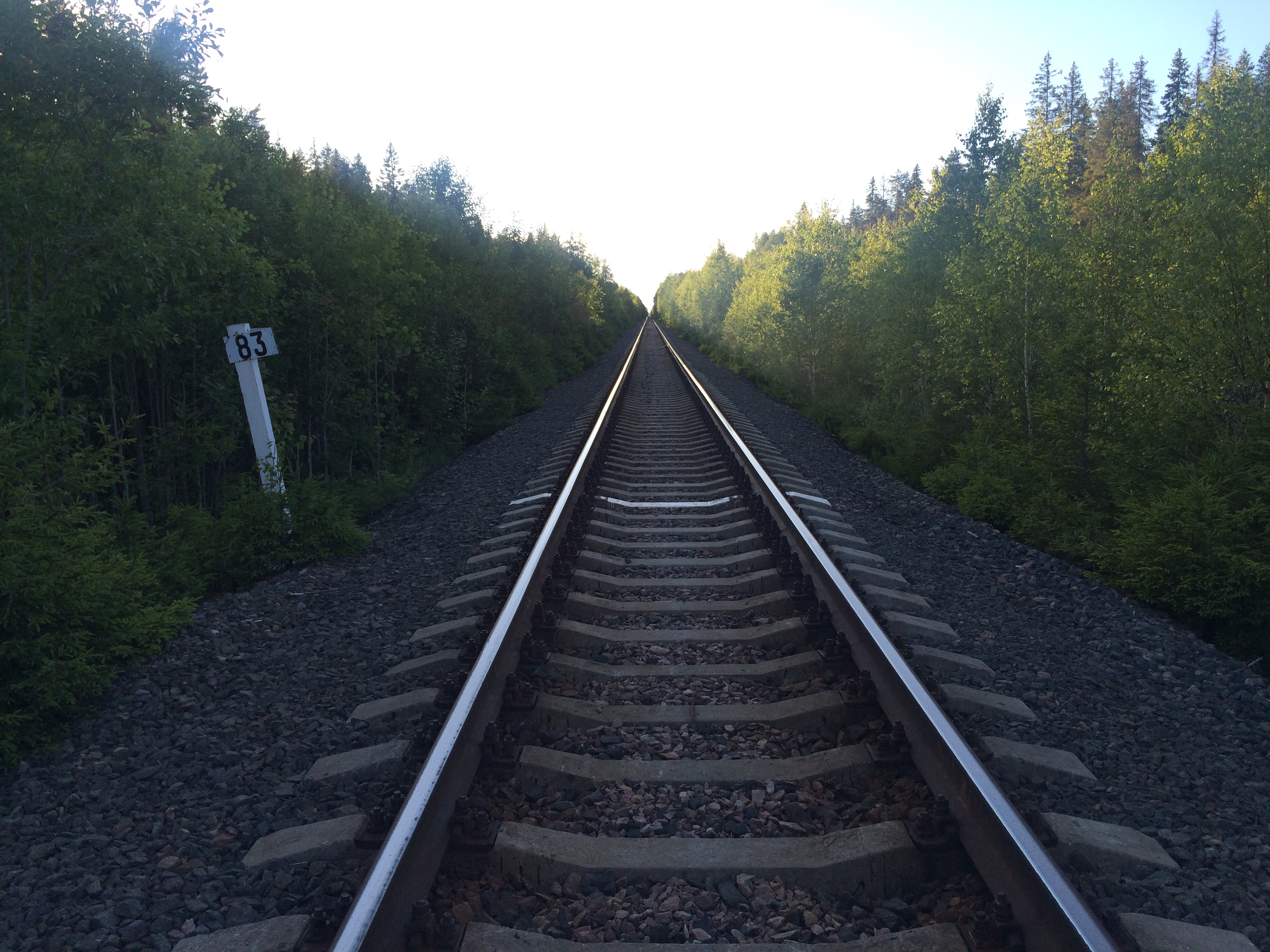
Вид в сторону ст. Питкяранта.
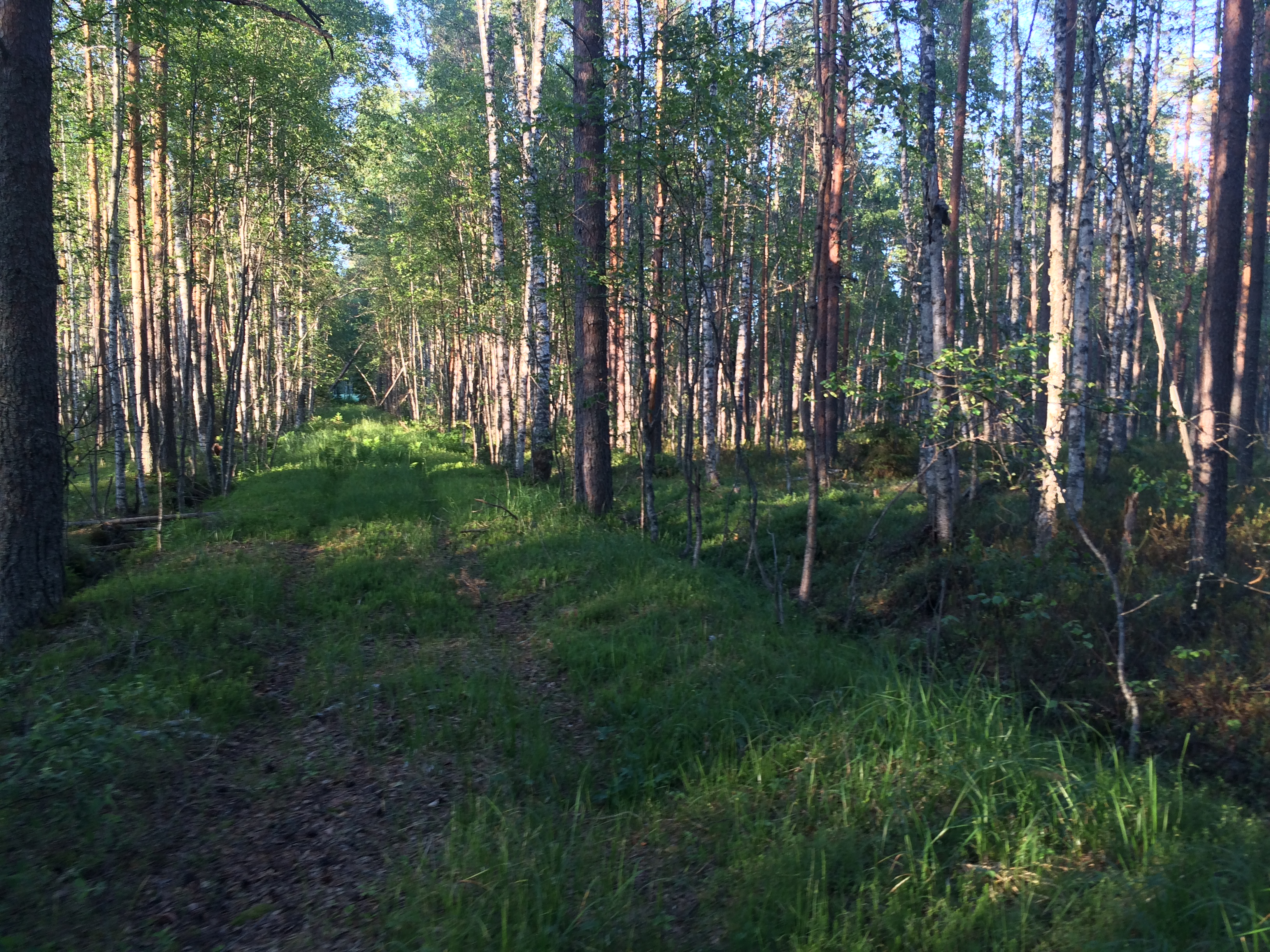
Дорога к остановочному пункту.
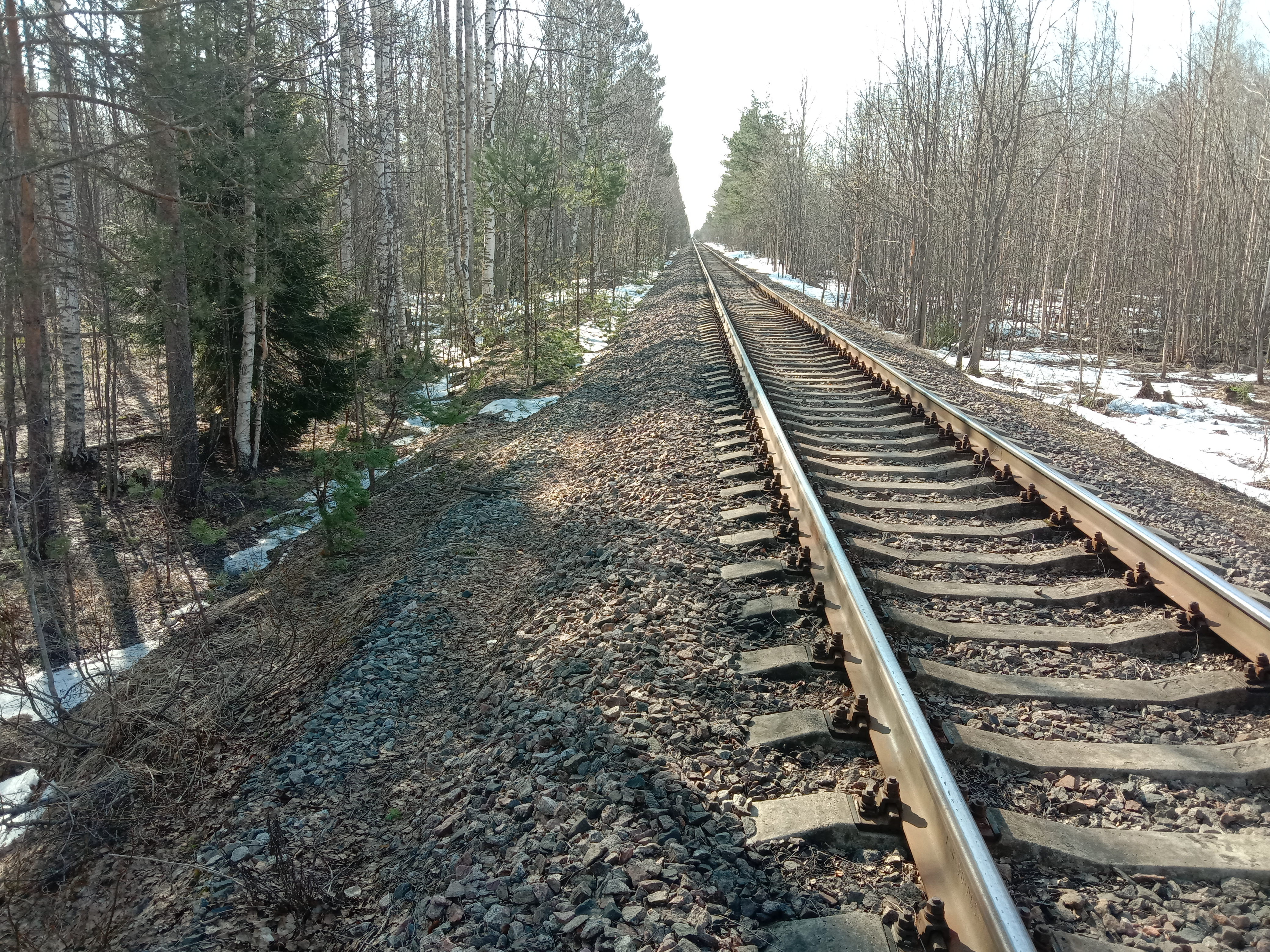
Разобранный боковой путь. Вид в сторону ст. Салми.
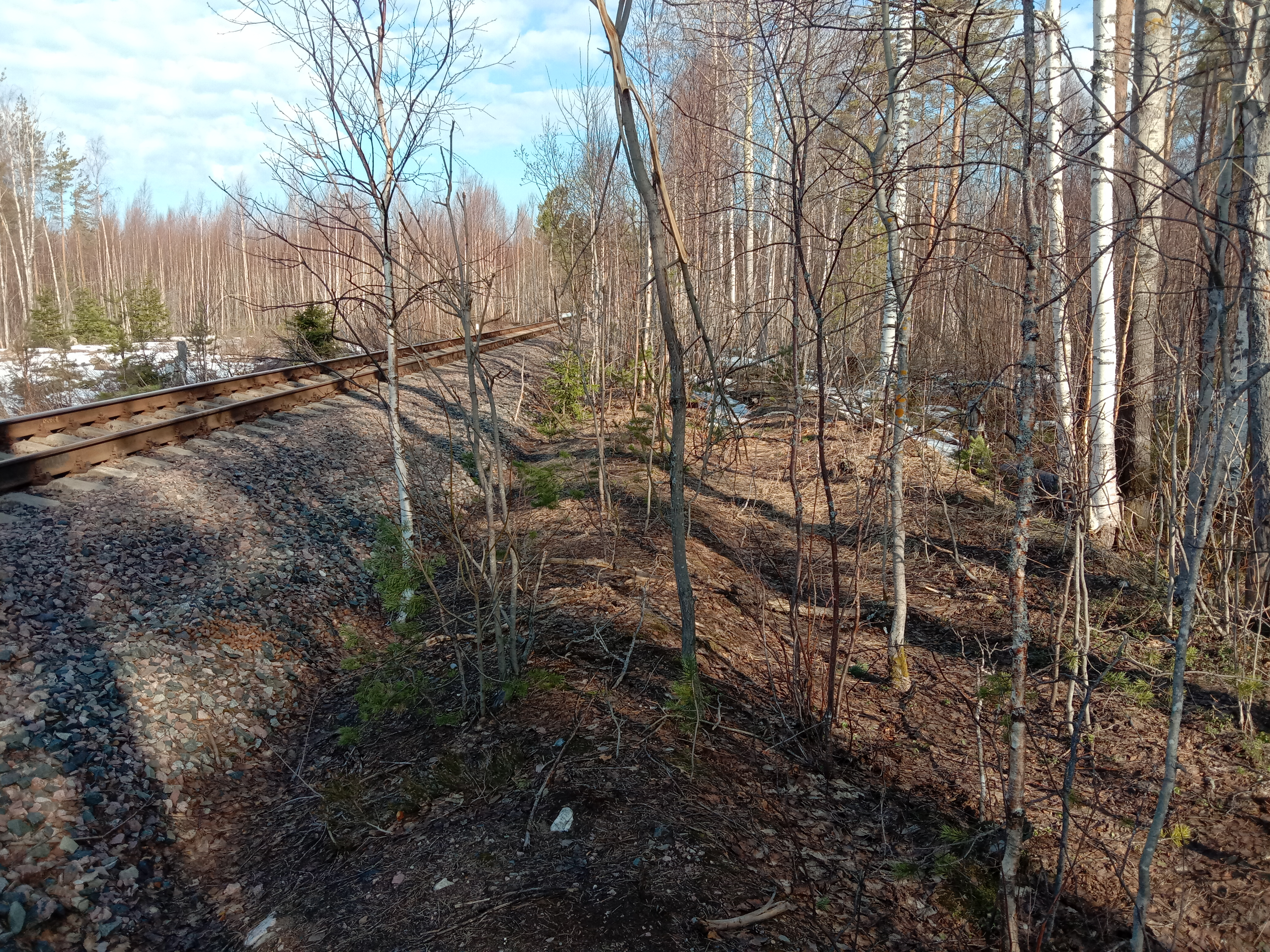
Разобранный боковой путь. Вид в сторону ст. Питкяранта.
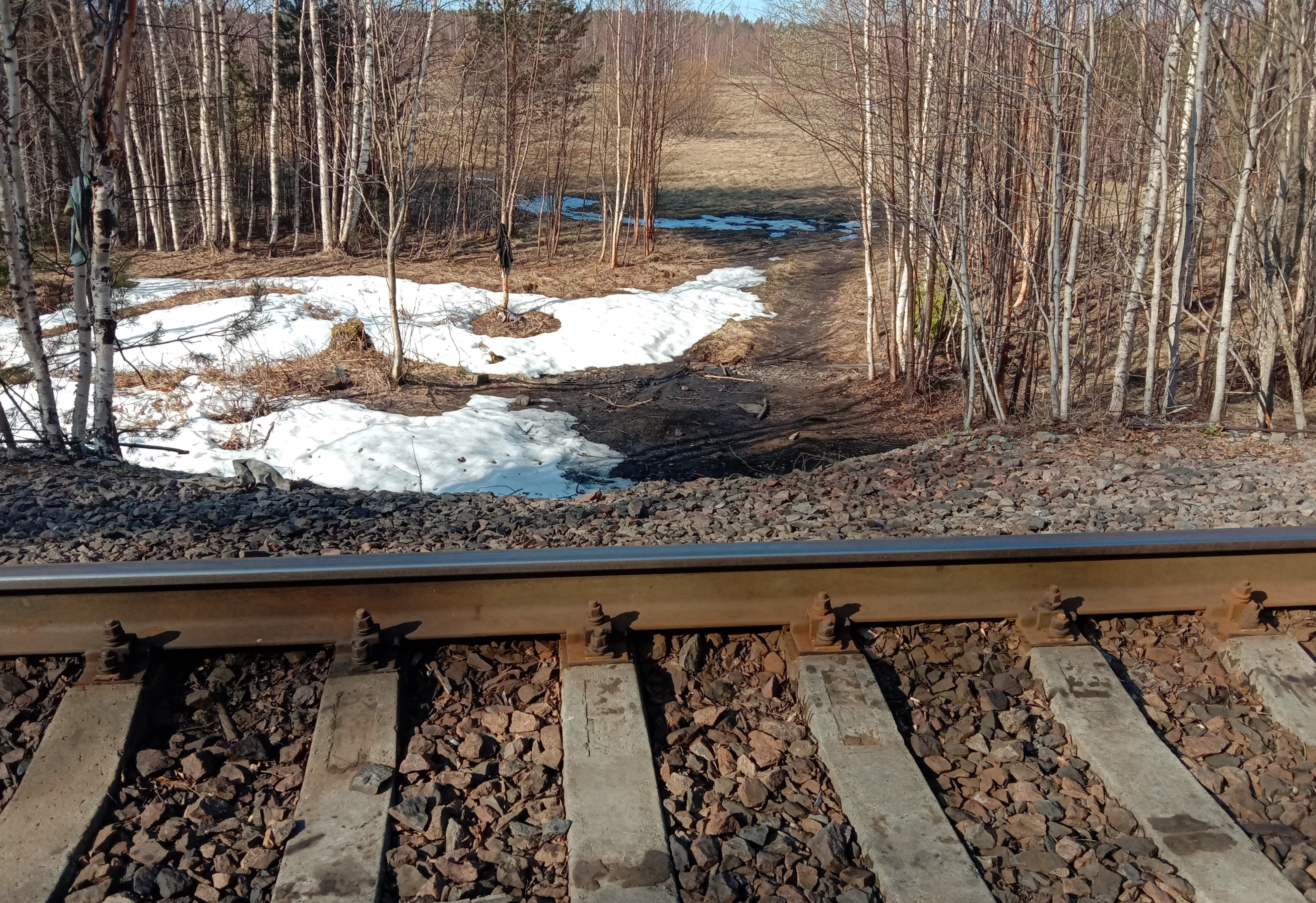
Дорога к бывшему разъезду.